# Brdr. Hellemann
Brdr. Hellemann består af musikerne (og tvillingerne) Jens Hellemann og Peter Hellemann. De har arrangeret musikken til en lang række teaterkoncerter.  Peter Hellemann er gift med skuespillerinden Anne Louise Hassing og kan pt. ses sammen i TV3's underholdningsprogram Masterchef

## Teaterkoncerter
- 2012 - Hey Jude, Forum
- 2011 - Mozart, Betty Nansen Teatret
- 2010 - Beach Boys Aarhus Teater
- 2009 - Come Together, Østre Gasværk Teater
- 2009 - Bob Dylan, Aarhus Teater

## Reference
1. ↑  The Beatles-koncert i København – dr.dk/Nyheder/Kultur

| Musikgruppe | Spire Denne artikel om en dansk musikgruppe er en spire som bør udbygges. Du er velkommen til at hjælpe Wikipedia ved at udvide den. |